# Episoder af Liv og Maddie
Liv og Maddie (Liv and Maddie) er en amerikansk tv-serie skabt af John D. Beck og Ron Hart. Serien består af 80 afsnit fordelt på 4 sæsoner, der blev sendt på Disney Channel fra 19. juli 2013 til 24. marts 2017. Blandt de medvirkende er Dove Cameron, Joey Bragg, Tenzing Norgay Trainor, Kali Rocha, Benjamin King og Lauren Lindsey Donzis. Et speciel indslag i serien er, at Dove Cameron spiller to roller, dels som skuespillerinden Liv der er vendt hjem efter at have medvirket i en populær tv-serie i Hollywood i fire år, og dels som Livs enæggede tvillingsøster der blev tilbage. Et andet specielt indslag er dokumentaragtige klip, hvor figurer taler til seerne for at fortælle seerne om deres syn på forskellige situationer i hvert afsnit.

## Serieoversigt
Obs! Datoer og seertal er for første udsendelse i USA.
| Sæson | Sæson | Afsnit | Oprindelig sendt   | Oprindelig sendt |
| Sæson | Sæson | Afsnit | Start              | Slut             |
| ----- | ----- | ------ | ------------------ | ---------------- |
|       | 1     | 21     | 19. juli 2013      | 27. juli 2014    |
|       | 2     | 24     | 21. september 2014 | 23. august 2015  |
|       | 3     | 20     | 13. september 2015 | 19. juni 2016    |
|       | 4     | 15     | 23. september 2016 | 24. marts 2017   |

## Afsnit

### Sæson 1 (2013–14)
| Nr. i serie | Nr. i sæson | Titel                     | Instruktør   | Forfatter                                           | Oprindelig sendt   | Prod. kode | Seertal i mio. |
| ----------- | ----------- | ------------------------- | ------------ | --------------------------------------------------- | ------------------ | ---------- | -------------- |
| 1           | 1           | "Twin-a-Rooney"           | Andy Fickman | John D. Beck & Ron Hart                             | 19. juli 2013      | 101        | 5,78           |
| 2           | 2           | "Team-a-Rooney"           | Andy Fickman | John D. Beck & Ron Hart                             | 15. september 2013 | 102        | 3,60           |
| 3           | 3           | "Sleep-a-Rooney"          | Andy Fickman | John Peaslee                                        | 22. september 2013 | 107        | 3,00           |
| 4           | 4           | "Steal-a-Rooney"          | Andy Fickman | John D. Beck & Ron Hart                             | 29. september 2013 | 104        | 2,94           |
| 5           | 5           | "Kang-a-Rooney"           | Andy Fickman | Danielle Hoover & David Monahan                     | 6. oktober 2013    | 105        | 3,18           |
| 6           | 6           | "Skate-a-Rooney"          | Andy Fickman | John D. Beck & Ron Hart                             | 13. oktober 2013   | 103        | 2,91           |
| 7           | 7           | "Dodge-a-Rooney"          | Andy Fickman | Heather MacGillvray & Linda Mathious                | 3. november 2013   | 108        | 3,32           |
| 8           | 8           | "Brain-a-Rooney"          | Andy Fickman | Linda Mathious & Heather MacGillvray                | 10. november 2013  | 113        | 3,01           |
| 9           | 9           | "Sweet 16-a-Rooney"       | Andy Fickman | Sylvia Green                                        | 24. november 2013  | 106        | 3,27           |
| 10          | 10          | "Fa-La-La-a-Rooney"       | Andy Fickman | Sylvia Green                                        | 1. december 2013   | 111        | 3,11           |
| 11          | 11          | "Switch-a-Rooney"         | Andy Fickman | Danielle Hoover & David Monahan                     | 17. januar 2014    | 109        | 3,18           |
| 12          | 12          | "Dump-a-Rooney"           | Andy Fickman | John D. Beck & Ron Hart                             | 26. januar 2014    | 110        | 2,63           |
| 13          | 13          | "Move-a-Rooney"           | Andy Fickman | Ernie Bustamante                                    | 9. februar 2014    | 112        | 2,72           |
| 14          | 14          | "Slump-a-Rooney"          | Andy Fickman | John Peaslee                                        | 9. marts 2014      | 114        | 2,12           |
| 15          | 15          | "Moms-a-Rooney"           | Andy Fickman | Jenny Keene                                         | 16. marts 2014     | 115        | 2,42           |
| 16          | 16          | "Shoe-a-Rooney"           | Andy Fickman | William Luke Schreiber                              | 6. april 2014      | 117        | 2,13           |
| 17          | 17          | "Howl-a-Rooney"           | Andy Fickman | Danielle Hoover & David Monahan                     | 13. april 2014     | 116        | 2,15           |
| 18          | 18          | "Flashback-a-Rooney"      | Andy Fickman | Sylvia Green                                        | 4. maj 2014        | 118        | 1,84           |
| 19          | 19          | "BFF-a-Rooney"            | Andy Fickman | Kali Rocha & Johnathan McClain                      | 22. juni 2014      | 119        | 2,05           |
| 20          | 20          | "Song-a-Rooney"           | Andy Fickman | Linda Mathious & Heather MacGillvray & Sylvia Green | 29. juni 2014      | 120        | 1,97           |
| 21          | 21          | "Space-Werewolf-a-Rooney" | Andy Fickman | John D. Beck & Ron Hart                             | 27. juli 2014      | 121        |                |

### Sæson 2 (2014–15)
| Nr. i serie | Nr. i sæson | Titel                     | Instruktør         | Forfatter                            | Oprindelig sendt   | Prod. kode | Seertal i mio. |
| ----------- | ----------- | ------------------------- | ------------------ | ------------------------------------ | ------------------ | ---------- | -------------- |
| 22          | 1           | "Premiere-a-Rooney"       | Shelley Jensen     | John D. Beck & Ron Hart              | 21. september 2014 | 201        | 2,04           |
| 23          | 2           | "Pottery-a-Rooney"        | Shelley Jensen     | John Peaslee                         | 28. september 2014 | 202        | 1,97           |
| 24          | 3           | "Helgaween-a-Rooney"      | Rich Correll       | John D. Beck & Ron Hart              | 5. oktober 2014    | 207        | 2,58           |
| 25          | 4           | "Kathy Kan-a-Rooney"      | Linda Mendoza      | Danielle Hoover & David Monahan      | 12. oktober 2014   | 204        | 2,25           |
| 26          | 5           | "Match-a-Rooney"          | Rich Correll       | David Tolentino                      | 2. november 2014   | 205        | 1,87           |
| 27          | 6           | "Hoops-a-Rooney"          | Rich Correll       | Sylvia Green                         | 23. november 2014  | 206        | 2,57           |
| 28          | 7           | "New Year's Eve-a-Rooney" | Victor Gonzalez    | John Peaslee                         | 7. december 2014   | 208        | 2,05           |
| 29          | 8           | "Bro-Cave-a-Rooney"       | Adam Weissman      | Linda Mathious & Heather MacGillvray | 18. januar 2015    | 203        | 2,57           |
| 30          | 9           | "Upcycle-a-Rooney"        | Chris Poulos       | Linda Mathious & Heather MacGillvray | 25. januar 2015    | 210        | 2,52           |
| 31          | 10          | "Rate-a-Rooney"           | Adam Weissman      | Jennifer Keene                       | 8. februar 2015    | 215        | 2,17           |
| 32          | 11          | "Detention-a-Rooney"      | Jody Margolin Hahn | John Peaslee                         | 15. februar 2015   | 209        | 2,53           |
| 33          | 12          | "Muffler-a-Rooney"        | Victor Gonzalez    | Sylvia Green                         | 1. marts 2015      | 211        | 2,02           |
| 34          | 13          | "Gift-a-Rooney"           | Adam Weissman      | Kriss Turner Tower                   | 8. marts 2015      | 212        | 2,02           |
| 35          | 14          | "Neighbors-a-Rooney"      | Adam Weissman      | Kali Rocha & Johnathan McClain       | 26. marts 2015     | 213        | 1,72           |
| 36          | 15          | "Repeat-a-Rooney"         | Benjamin King      | Marc C. Secada                       | 9. april 2015      | 214        | 1,65           |
| 37          | 16          | "Cook-a-Rooney"           | Andy Fickman       | Danielle Hoover & David Monahan      | 12. april 2015     | 221        | 2,09           |
| 38          | 17          | "Prom-a-Rooney"           | Shannon Flynn      | Heather MacGillvray & Linda Mathious | 19. april 2015     | 219        | 2,19           |
| 39          | 18          | "Flugelball-a-Rooney"     | Adam Weissman      | David Tolentino                      | 3. maj 2015        | 216        | 2,04           |
| 40          | 19          | "Band-a-Rooney"           | Jody Margolin Hahn | Danielle Hoover & David Monahan      | 14. juni 2015      | 220        | 2,08           |
| 41          | 20          | "Video-a-Rooney"          | Andy Fickman       | David Tolentino                      | 21. juni 2015      | 223        | 2,13           |
| 42          | 21          | "Triangle-a-Rooney"       | Andy Fickman       | Eric Abrams                          | 19. juli 2015      | 222        | 2,25           |
| 43          | 22          | "Frame-a-Rooney"          | Jody Margolin Hahn | William Luke Schreiber               | 26. juli 2015      | 217        | 2,53           |
| 44          | 23          | "SPARF-a-Rooney"          | Andy Fickman       | Danielle Hoover & David Monahan      | 16. august 2015    | 303        | 1,90           |
| 45          | 24          | "Champ-a-Rooney"          | Andy Fickman       | John D. Beck & Ron Hart              | 23. august 2015    | 224        | 2,45           |

### Sæson 3 (2015–16)
| Nr. i serie | Nr. i sæson | Titel                     | Instruktør            | Forfatter                            | Oprindelig sendt   | Prod. kode | Seertal i mio. |
| ----------- | ----------- | ------------------------- | --------------------- | ------------------------------------ | ------------------ | ---------- | -------------- |
| 46          | 1           | "Continued-a-Rooney"      | Andy Fickman          | John Peaslee                         | 13. september 2015 | 301        | 1,80           |
| 47          | 2           | "Voltage-a-Rooney"        | Andy Fickman          | John D. Beck & Ron Hart              | 13. september 2015 | 302        | 1,70           |
| 48          | 3           | "Co-Star-a-Rooney"        | Adam Weissman         | Linda Mathious & Heather MacGillvray | 20. september 2015 | 305        | 2,10           |
| 49          | 4           | "Haunt-a-Rooney"          | Adam Weissman         | Danielle Hoover & David Monahan      | 4. oktober 2015    | 306        | 2,09           |
| 50          | 5           | "Cowbell-a-Rooney"        | Adam Weissman         | David Tolentino                      | 18. oktober 2015   | 304        | 2,57           |
| 51          | 6           | "Grandma-a-Rooney"        | Kevin C. Sullivan     | Sylvia Green                         | 25. oktober 2015   | 218        | 1,81           |
| 52          | 7           | "Meatball-a-Rooney"       | Kevin C. Sullivan     | John Peaslee                         | 8. november 2015   | 307        | 2,10           |
| 53          | 8           | "Ask-Her-More-a-Rooney"   | Jody Margolin Hahn    | Sylvia Green                         | 22. november 2015  | 308        | 2,11           |
| 54          | 9           | "Joy-to-a-Rooney"         | Jody Margolin Hahn    | William Luke Schreiber               | 6. december 2015   | 309        | 1,53           |
| 55          | 10          | "Ridgewood-a-Rooney"      | Jody Margolin Hahn    | Sylvia Green                         | 17. januar 2016    | 310        | 2,28           |
| 56          | 11          | "Coach-a-Rooney"          | Leonard R. Garner Jr. | Jennifer Keene                       | 24. januar 2016    | 311        | 1,87           |
| 57          | 12          | "Secret-Admirer-a-Rooney" | Chris Poulos          | Linda Mathious & Heather MacGillvray | 21. februar 2016   | 312        | 1,81           |
| 58          | 13          | "Vive-la-Rooney"          | Dave Cove             | Kali Rocha & Johnathan McClain       | 13. marts 2016     | 313        | 1,93           |
| 59          | 14          | "Dream-a-Rooney"          | Adam Weissman         | David Tolentino                      | 20. marts 2016     | 314        | 1,77           |
| 60          | 15          | "Home Run-a-Rooney"       | Leonard R. Garner Jr. | Freddie Gutierrez                    | 10. april 2016     | 315        | 1,76           |
| 61          | 16          | "Scoop-a-Rooney"          | Wendy Faraone         | Danielle Hoover & David Monahan      | 24. april 2016     | 316        | 1,73           |
| 62          | 17          | "Choose-a-Rooney"         | Leonard R. Garner Jr. | Betsy Sullenger                      | 8. maj 2016        | 317        | 1,65           |
| 63          | 18          | "Friend-a-Rooney"         | Leonard R. Garner Jr. | Linda Mathious & Heather MacGillvray | 22. maj 2016       | 318        | 1,32           |
| 64          | 19          | "Skyvolt-a-Rooney"        | Adam Weissman         | Sylvia Green & David Tolentino       | 5. juni 2016       | 319        | 1,96           |
| 65          | 20          | "Californi-a-Rooney"      | Adam Weissman         | John D. Beck & Ron Hart              | 19. juni 2016      | 320        | 1,53           |

### Season 4:Cali Style(2016–17)
| Nr. i serie | Nr. i sæson | Titel                       | Instruktør            | Forfatter                            | Oprindelig sendt   | Prod. kode | Seertal i mio. |
| ----------- | ----------- | --------------------------- | --------------------- | ------------------------------------ | ------------------ | ---------- | -------------- |
| 66          | 1           | "Sorta Sisters-a-Rooney"    | Andy Fickman          | John D. Beck & Ron Hart              | 23. september 2016 | 401        | 1,66           |
| 67          | 2           | "Linda & Heather-a-Rooney"  | Adam Weissman         | Linda Mathious & Heather MacGillvray | 30. september 2016 | 402        | 1,36           |
| 68          | 3           | "Scare-a-Rooney"            | Wendy Faraone         | David Tolentino                      | 14. oktober 2016   | 403        | 1,51           |
| 69          | 4           | "Sing It Louder!!-a-Rooney" | Adam Weissman         | John Peaslee                         | 18. november 2016  | 404        | 1,12           |
| 70          | 5           | "Slumber Party-a-Rooney"    | Kevin C. Sullivan     | Danielle Hoover & David Monahan      | 25. november 2016  | 405        | 1,24           |
| 71          | 6           | "Cali Christmas-a-Rooney"   | Andy Fickman          | Sylvia Green                         | 2. december 2016   | 411        | 1,09           |
| 72          | 7           | "Standup-a-Rooney"          | Chris Poulos          | Betsy Sullenger                      | 6. januar 2017     | 406        | 1,42           |
| 73          | 8           | "Roll Model-a-Rooney"       | Leonard R. Garner Jr. | Jennifer Keene                       | 13. januar 2017    | 407        | 1,05           |
| 74          | 9           | "Falcon-a-Rooney"           | Leonard R. Garner Jr. | William Luke Schreiber               | 20. januar 2017    | 408        | 1,23           |
| 75          | 10          | "Ex-a-Rooney"               | Dave Cove             | Linda Mathious & Heather MacGillvray | 27. januar 2017    | 409        | 1,21           |
| 76          | 11          | "Tiny House-a-Rooney"       | John D. Beck          | Kali Rocha & Johnathan McClain       | 17. februar 2017   | 410        | 1,01           |
| 77          | 12          | "Big Break-a-Rooney"        | Wendy Faraone         | Sonja Warfield                       | 24. februar 2017   | 414        | 0,92           |
| 78          | 13          | "Sing It Live!!!-a-Rooney"  | Paul Hoen             | John Peaslee                         | 3. marts 2017      | 412        | 1,00           |
| 79          | 14          | "Voice-a-Rooney"            | Andy Fickman          | Ron Hart                             | 17. marts 2017     | 413        | 0,97           |
| 80          | 15          | "End-a-Rooney"              | Andy Fickman          | Danielle Hoover & David Monahan      | 24. marts 2017     | 415        | 1,30           |